# Semilla espacial (Star Trek: La serie original)
"Semilla espacial" es el episodio 23 en ser transmitido y el 24 en ser producido de la primera temporada de Star Trek: La serie original. Fue transmitido por primera vez el 16 de febrero de 1967 y repetido el 24 de agosto de 1967, y fue escrito por Gene L. Coon y Carey Wilber, basado en un relato de Carey Wilber, y dirigido por Marc Daniels. También sirvió como base para la película de 1982 Star Trek II: La ira de Khan.
El episodio contó entre los artistas invitados a Ricardo Montalbán como Khan Noonien Singh, y a Madlyn Rhue como la teniente Marla McGivers.
En la versión Bluray publicada el 28 de abril de 2009 por la Paramount, ASIN: B001TH16DS, CBS BluRay 14241, el título de este episodio en el audio en español es el mismo, Semilla espacial.
Resumen: La tripulación del Enterprise despierta de su cámara de hibernación a un poderoso dictador del violento pasado de guerras de la Tierra.

## Trama
En la fecha estelar 3141.9, la nave estelar USS Enterprise, bajo el mando del capitán James T. Kirk, encuentra una nave abandonada flotando en el espacio. La nave es un carguero clase DY-100 que fue modificado como una nave de hibernación para transportar pasajeros congelados criogénicamente. Las marcas en su casco la identifican como el SS Botany Bay (en castellano, Bahía Botánica), aunque no existen registros históricos de tal nave. Se logra estimar que la nave fue lanzada desde la Tierra en la década de los años 90, en una era conocida por las Guerras Eugénesicas. 
Buscando signos de vida, el dr. Leonard McCoy confirma que aún existe vida a bordo, pero no está seguro si es vida humana. Una partida de desembarque compuesta por el capitán Kirk, el dr. McCoy, el sr. Scott y la historiadora teniente Marla McGivers, es transportada al carguero. Kirk ha seleccionado a McGivers ya que su especialidad es la historia y cultura de finales del siglo XX.
Como se esperaba, la partida de desembarque encuentra que la carga está compuesta por 84 humanos en animación suspendida, de los cuales 72 aún están con vida. A pesar de tener casi 300 años, no han envejecido ni siquiera un día. McGivers encuentra la cámara de hibernación del que ella cree que es el líder del grupo. Repentinamente la máquina de la cápsula se enciende y el ocupante masculino al interior parece estar reviviendo. McCoy se da cuenta de que el sistema de soporte vital está fallando y el ocupante puede morir. Kirk rompe la puerta de cristal y saca al hombre para revivirlo. El hombre es llevado al Enterprise para un examen médico.
Kirk hace llevar a la Botany Bay a remolque por un rayo tractor, a continuación el Enterprise pone curso a la Base Estelar 12, en el sistema estelar Gamma 400. Mientras tanto en la enfermería, la teniente McGivers admira al hombre, quien es un relicto viviente de una era que ella ha estudiado toda su vida. McCoy cree que se recobrará pronto, y que debería estar lo suficientemente sano para responder preguntas. McGivers deja la enfermería, repentinamente McCoy se encuentra con un afilado escalpelo puesto en su garganta por el paciente. El hombre está consciente y exige saber dónde se encuentra. McCoy le responde sugiriendo que si él lo va a matar, lo mejor sería cortar la arteria carótida lo que sería más rápido y limpio. Impresionado por el valor de McCoy, el hombre suelta el escalpelo y se presenta a sí mismo como "Khan".
El Sr. Spock descubre que el hombre es Khan Noonien Singh quien, junto con su gente, eran producto de las Guerra Eugénicas, donde superhombres genéticos eran criados como soldados perfectos. Pero estos soldados se convirtieron en señores de la guerra y dominaron más de un tercio de la Tierra (incluyendo la captura del poder en más de cuarenta países). Para el final de las Guerras Eugénicas el destino de entre ochenta y noventa de ellos nunca se supo. Khan era reconocido como el más peligroso de estos guerreros, quien había puesto bajo su dominio la mayor parte del mundo. 
Mientras tanto, a Khan se le proporciona una amplia habitación, sin embargo, él pide contar con una guardia armada y puerta con cerradura. La teniente McGivers es enviada a conversar con él y actualizarlo acerca de la historia actual. Está claro que McGivers se está enamorando del apuesto, carismático, pintoresco, de personalidad magnética y poderoso líder. Khan toma ventaja de su manifiesta bondad y le cuenta que planea gobernar una vez más a la humanidad, y que necesita su ayuda para apoderarse del Enterprise. Al principio McGivers rehúsa pero después de que él aplica métodos de manipulación psicológica ella se vuelve sumisa. A regañadientes, le informa a Khan que hará lo que él le pida. 
McGivers transporta secretamente a Khan a la Botany Bay, donde él revive al resto de los sobrevivientes de sus superhombres eugénicos. Ellos regresan al Enterprise y toman el control de la sala de máquinas, dejan abandonado al Botany Bay para tratar de controlar la Enterprise. Khan, quien se ha familiarizado con el funcionamiento de la nave cuando estaba en la enfermería, corta el soporte vital del puente haciendo que la tripulación allí pierda la consciencia, pero no logra hacer que la tripulación le obedezca. Más tarde Khan arroja a Kirk a una cámara de descompresión y amenaza con sofocarlo lentamente a menos que la tripulación de mando de Kirk se rinda y siga a Khan. Sintiéndose culpable por traicionar a sus compañeros, la teniente McGivers libera a Kirk de la cámara. A continuación Kirk ayuda a Spock a escapar de sus guardias, y los dos liberan gas anestésico por toda la nave para incapacitar a Khan y a sus seguidores. 
Khan logra escapar del gas y se dirige a ingeniería donde intenta destruir al Enterprise, pero Kirk lo alcanza y se inicia un combate. Kirk es superado por la fuerza física del genéticamente mejorado Khan pero logra tomar una herramienta de una consola, y usándola como un mazo, logra aturdir a Khan. 
Cuando Khan y sus secuestradores son rodeados, Kirk ordena una audiencia para decidir su destino., que Khan y sus seguidores deberían ser exiliados y escoge Ceti Alpha V, un peligroso mundo lejano y desolado, donde Kirk cree sería un perfecto lugar para que Khan inicie su reinado nuevamente sin lastimar a nadie. La vida en Ceti Alpha V no será fácil, pero Khan, entusiasmado con la idea, indica que es capaz de afrontar el desafío y acepta la oferta de Kirk. En vez de un largo consejo de guerra para la teniente McGivers, Kirk le permite ir al exilio con Khan.
Spock hace una declaración al final, diciendo que le gustaría ver lo que hubiera hecho Khan con Ceti Alpha V dentro de 100 años.

## Remasterización del aniversario de los 40 años
Este episodio fue remasterizado en el año 2006 y fue transmitido el 18 de noviembre de 2006 como parte de la remasterización de la Serie Original. Fue precedido una semana antes por "Espejo, espejito" y seguido una semana más tarde por "La colección de fieras". Además de todas las animaciones por computador de la USS Enterprise que es lo normal en las revisiones, los cambios específicos en este episodio incluyen:
- La Botany Bay ahora está animada como un efecto por computador con mucho mayor detalle superficial y una integración más suave con la escena del Enterprise.

## Recepción
Zack Handlen de The A.V. Club calificó el episodio con una 'A', comentando sus fuertes personajes y el juego entre Kirk y Spock que enfatiza su amistad.